# Jezioro Nezyderskie
Jezioro Nezyderskie (niem. Neusiedler See, węg. Fertő-tó) – jezioro o powierzchni wód 157 km² (powierzchnia całkowita 285 km²), o długości 34 km i szerokości od 4,5 do 8 km, położone na granicy Austrii (kraju związkowego Burgenland) i Węgier (komitat Győr-Moson-Sopron).

## Geografia
Jezioro Nezyderskie leży na Nizinie Nezyderskiej, w północno-zachodniej części Małej Niziny Węgierskiej, na południe od Gór Litawskich. Powierzchnia jeziora i jego głębokość (poziom wody) ulegają ciągłym zmianom. Jego przeciętna powierzchnia to ok. 300 km². Jego maksymalna zanotowana powierzchnia wynosiła 315 km² (wg innych danych: 330 km²), długość – 36 km, szerokość od 6 do 12 km. Średnia głębokość określana jest w granicach od 0,7 m do 1,1 m, maksymalna głębokość – w granicach od 1,8 do 2 m (w przeszłości – 4 m). Objętość gromadzonej wody również zmienia się w szerokim zakresie, dla przeciętnych stanów wód podawana jest wartość 180-250 mln m³. Lustro wody leży na wysokości 116 m n.p.m. Okresowo jezioro wysycha całkowicie (ostatnio zimą z 1867 na 1868). Ze względu na małą głębokość zimą jezioro zamarza często po samo dno. Wody jeziora zawierają sól i muł pochodzące z osadów na jego dnie.
Jezioro Nezyderskie jest pochodzenia polodowcowego – stanowi pozostałość lodowca dunajskiego. Zasilają je wody opadowe, podpowierzchniowe źródła i niewielka rzeczka Wulka. Jest bezodpływowe. Zlewnia, licząca 1120 km² powierzchni, jest największym w Europie Środkowej obszarem bezodpływowym.
Jezioro dzieli się na trzy części: północną zwaną Zatoką Nezyderską (Neusiedler Bucht), węższą środkową Illmitzer Seeenge i południową Silbersee, najbardziej porośniętą trzciną.

## Trzcinowiska
Brzegi jeziora są porośnięte trzciną pospolitą, która w XX w. zaczęła się niezwykle szybko rozprzestrzeniać. Według mapy i opisu z 1821 r. jezioro było prawie zupełnie pozbawione trzciny. Inwazja tej rośliny postępuje przede wszystkim od zachodu. Na początku lat 70. XX w. sięgała ona tu ok. 5 km w głąb jeziora. Jak wówczas obliczono, przy zachowaniu tempa inwazji, jezioro zarosłoby całkowicie ok. 2110 r. Pas trzcin wzdłuż wschodniego wybrzeża jest znacznie węższy: jego nadmiernemu rozwojowi przeszkadzają zwały kry lodowej, spychane tu przez wiosenne wiatry, wiejące zwykle od zachodu. Obecnie pas trzcin koło wsi Donnerskirchen osiąga 8 km szerokości. Jedyny pas wybrzeża nie porośnięty trzciną, długości 2 km, znajduje się w Podersdorf. Latem zdarzają się gwałtowne, rozległe pożary trzciny.
Jak się przypuszcza, gwałtowne rozprzestrzenianie się trzcinowisk w XX w. może być związane z jednej strony z eutrofizacją wody jeziora, a z drugiej z zaniechaniem wycinania trzcin do celów gospodarczych (krycie dachów, produkcja mat budowlanych na podkładki do tynku, podściółka dla zwierząt gospodarskich itp). Obecnie trzcina znów jest eksploatowana przemysłowo (przemysł celulozowy, materiałów budowlanych). Rozważane jest zastosowanie jej jako biomasy w energetyce.

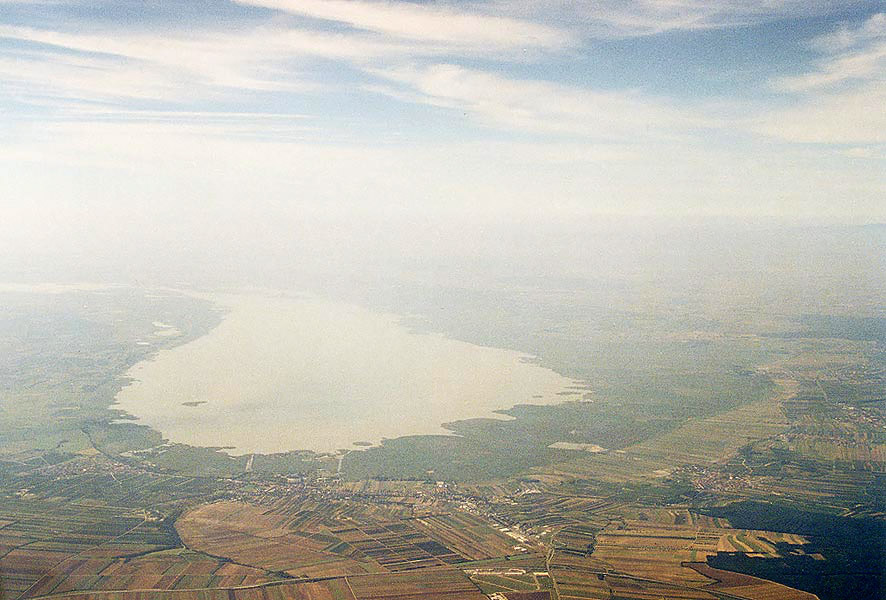

## Stosunki wodne
Dzisiejszy układ stosunków wodnych Jeziora Nezyderskiego jest efektem melioracji, przeprowadzonej pod koniec XIX wieku. Do czasu tej melioracji jezioro na południowym wschodzie przechodziło w rozległy obszar bagien zwany Hanság. W latach 1895–1909 połączono je Kanałem Einser (niem. Einserkanal, węg. Hansági-főcsatorna) z rzeką Rábca – dopływem Dunaju Moszońskiego. Od tego czasu poziom wody w jeziorze jest regulowany za pomocą jazu na kanale koło wsi Mekszikópuszta.
Od 1920 jezioro jest podzielone granicą państwową. Około trzech czwartych powierzchni należy do Austrii, tworząc jej największy zbiornik wodny. Około jednej czwartej jeziora należy do Węgier. Oba państwa utworzyły wspólną komisję do wspólnej gospodarki na jeziorze.
Jezioro Nezyderskie – okresowo wysychające, płytkie, bezodpływowe, zasolone i zarastające roślinnością – jest typowym jeziorem stepowym, unikalnym dla tej części Europy. Podobny charakter mają liczne (około 80) małe jeziorka krainy Seewinkel na wschód od jeziora.

## Ochrona przyrody
Południowa część jeziora oraz przyległe obszary Seewinkel i Hanság są chronione przez parki narodowe: austriacki Nationalpark Neusiedler See – Seewinkel i węgierski Fertő-Hanság Nemzeti Park. W 2001 r. krajobraz kulturowy jeziora został zapisany na liście światowego dziedzictwa UNESCO (wcześniej, w 1977 roku, został wpisany na listę rezerwatów biosfery).
Jezioro stanowi atrakcję turystyczną, uprawia się tu żeglarstwo i windsurfing. Bywa czasem zwane „Wiedeńskim Morzem”.

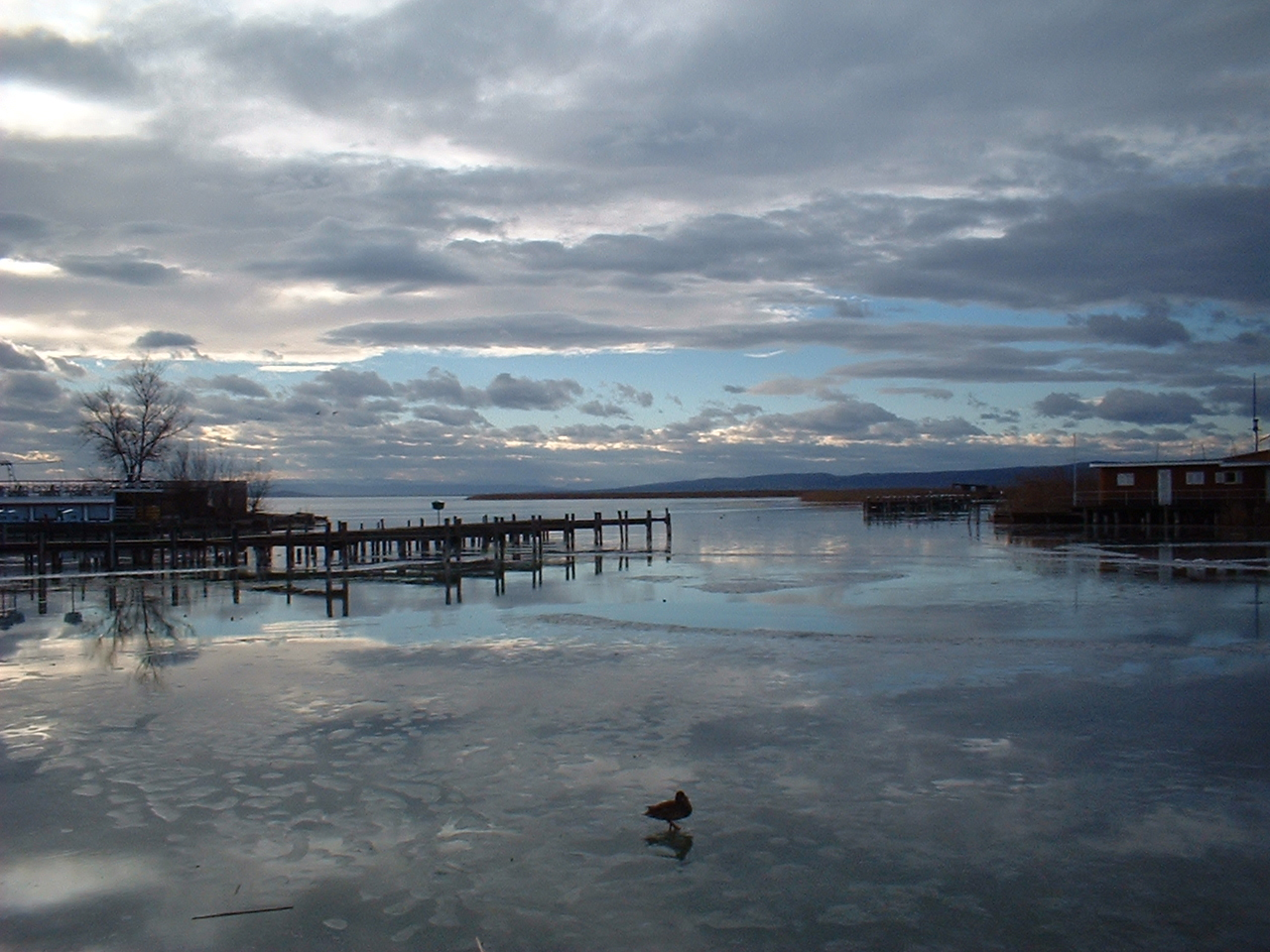
Jezioro Nezyderskie

## Miasta nad jeziorem
Największym miastem w okolicy jest węgierski Sopron. Nad jeziorem lub w jego bezpośredniej bliskości leżą Fertőrákos, Fertőboz, Fertőd, Balf i Mekszikópuszta po stronie węgierskiej oraz Illmitz, Podersdorf, Weiden am See, Neusiedl am See, Jois, Winden am See, Breitenbrunn, Purbach am Neusiedler See, Donnerskirchen, Oggau am Neusiedler See, Rust i Mörbisch am See po stronie austriackiej.